# Friedrich Hermann Nestler

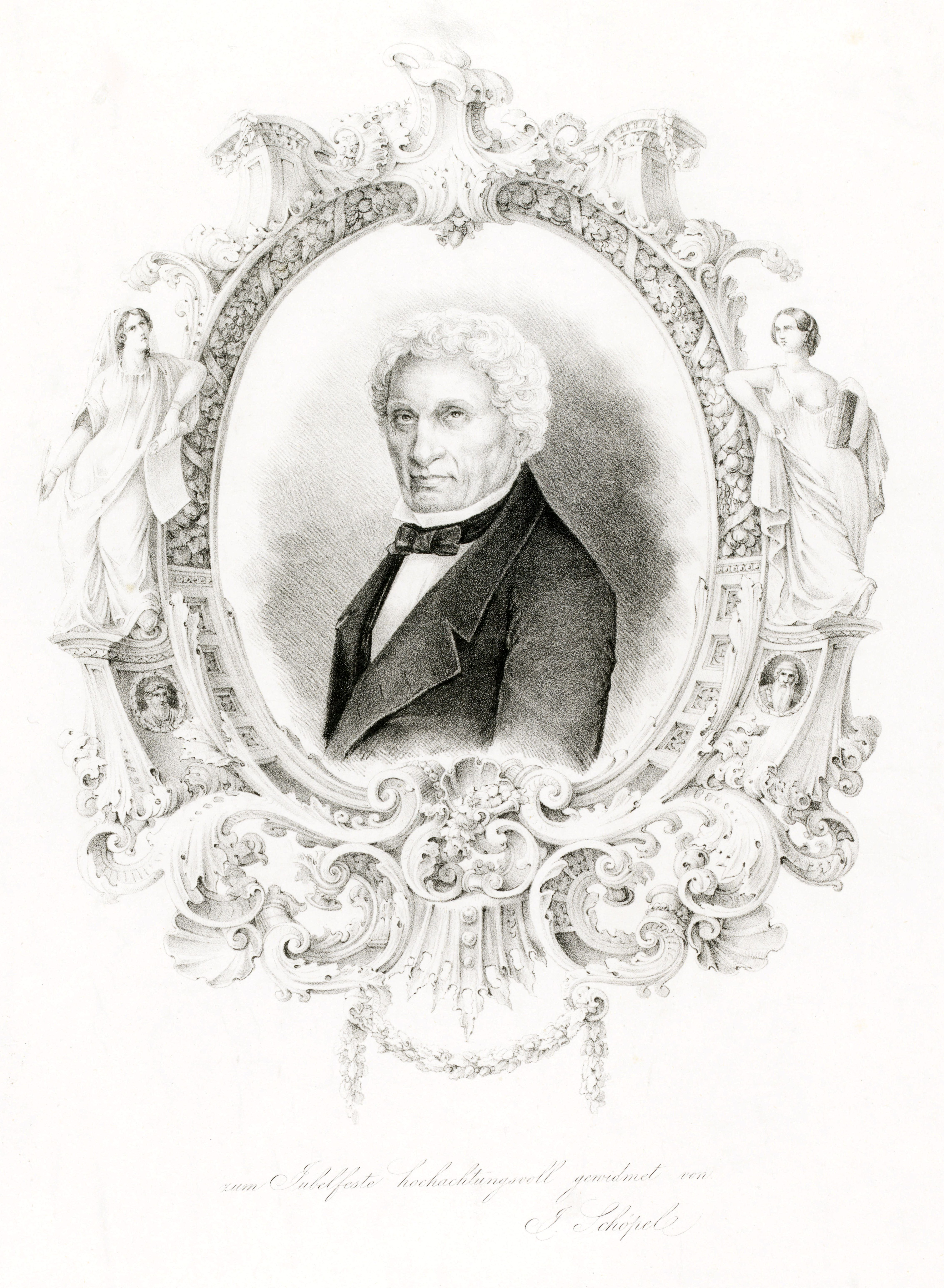
Lithografie um 1845: Brustbild Nestlers in barocker Kartusche, „zum Jubelfeste hochachtungsvoll gewidmet von J. Schöpel“;
Staats- und Universitätsbibliothek Hamburg

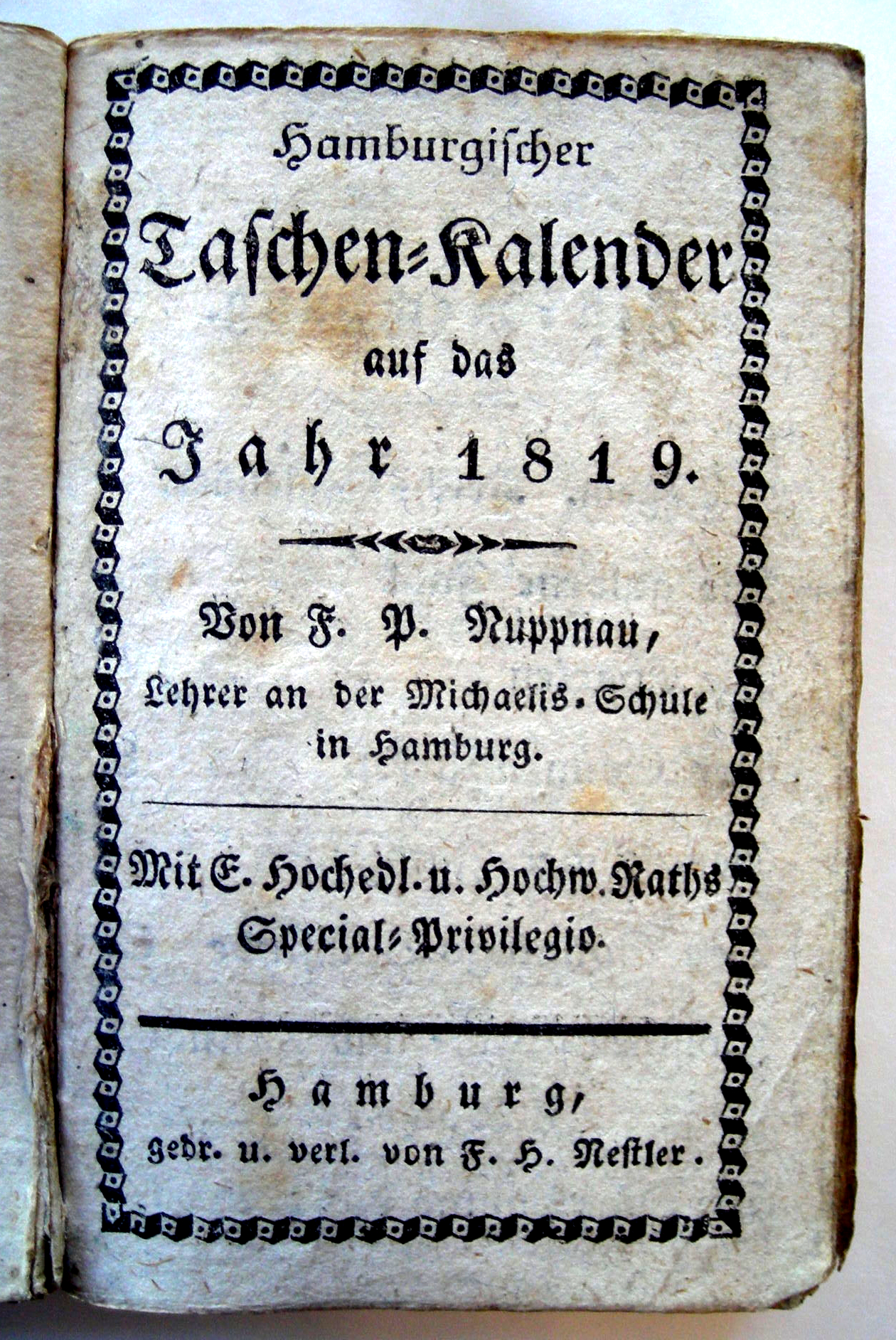
Hamburgischer Taschen-Kalender auf das Jahr 1819 von Friedrich Peter Nuppnau;
gedruckt und verlegt von F. H. Nestler

Friedrich Hermann Nestler (geboren 1765; gestorben 1848) war ein deutscher Buchdrucker und Verlagsbuchhändler sowie Herausgeber in Hamburg.
Er hatte um 1795 den Betrieb von Johann Peter Treder übernommen und verlegte unter anderem Kalender.
Zum 1. April 1831 tat er sich geschäftlich mit seinem Schwiegersohn Julius Friedrich Wilhelm Melle zusammen und firmierte seitdem mit diesem als F. H. Nestler & Melle.